# Подводные лодки типа «Шёурмен»
Подводные лодки типа «Шёурмен» (швед. Sjöormenklassen, тип «Морская змея») — серия шведских дизель-электрических подводных лодок. Первые шведские подводные лодки с корпусом каплевидной формы. Спроектированы фирмой Kockums в начале 1960-х годов. С 1965 по 1969 год было построено пять подводных лодок этого типа. Они оставались на вооружении ВМС Швеции до 1990-х годов, пройдя модернизацию в 1984—1985 и 1992—1994 годах. В 1995—1997 годах они были сняты с вооружения и проданы Сингапуру, в том числе одна из них — на запчасти. После переоборудования с целью адаптации к климатическим условиям Сингапура, они были приняты на вооружение ВМС Сингапура в 1997—2002 годах. В составе ВМС Сингапура они известны как тип «Челленджер» (англ. Challenger class) и составляют по состоянию на начало 2008 года, весь подводный флот Сингапура, хотя в ближайшие годы к ним должны присоединиться две, также бывшие шведские, подводных лодки типа «Сёдерманланд».

## Представители
| Название                                     | Буквенное обозначение | Судоверфь  | Закладка | Спуск на воду  | Ввод в строй     | Судьба                                                       |
| -------------------------------------------- | --------------------- | ---------- | -------- | -------------- | ---------------- | ------------------------------------------------------------ |
| Шёурмен Sjöormen / Центурион Centurion       | Sor                   | Kockums    | 1965     | 25 января 1967 | 31 июля 1968     | снята с вооружения в 1997, продана ВМС Сингапура             |
| Шёлеюнет Sjölejonet / Конкерор Conqueror     | Sle                   | Kockums    | 1965     | 29 июня 1967   | 16 декабря 1968  | снята с вооружения в 1997, продана ВМС Сингапура             |
| Шёбьёрнен Sjöbjörnen / Челленджер Challenger | Sbj                   | Karlskrona | 1966     | 9 января 1968  | 28 февраля 1969  | снята с вооружения в 1995, продана ВМС Сингапура             |
| Шёхунден Sjöhunden / Чифтен Chieftain        | Shu                   | Kockums    | 1966     | 21 марта 1968  | 25 июня 1969     | снята с вооружения в 1997, продана ВМС Сингапура             |
| Шёхестен Sjöhästen                           | Shä                   | Karlskrona | 1966     | 6 августа 1968 | 15 сентября 1969 | снята с вооружения в 1997, продана ВМС Сингапура на запчасти |